# 제7회 제주영화제
제7회 제주영화제는 2008년 8월 22일에 열린 시상식이다.

## 수상 및 후보

### 최우수 작품상
- 125 전승철 - 박정범 수상

### 우수 작품상
- 불온한 젊은 피 - 박미희 수상

### 관객상
- 적의 사과 - 이수진 수상

### 심사위원특별상
- 올드 랭 사인 - 소준문 수상

### 본선작
- 기린과 아프리카 - 김민숙
- 멀지않다 - 이문호
- 무림일검의 사생활 - 장형윤
- 날아간 뻥튀기 - 방은진
- 누가 해변에서 함부로 불꽃놀이를 하는가 - 조여래
- 잔(殘)소리 - 최정열
- Johnny Goes to Texas - 이준학
- 기술직 공무원을 만나다 - 정동락
- 당신이 잠든 사이에 - 이근우
- 밤이 너무 길어 - 이승환
- 마야 거르츄 - 우보연
- 무한대 이야기 - 양진열
- 영향 아래 있는 남자 - 정주리
- 진실한 병한씨 - 문제용
- 화이트 데이 - 이정욱
- Eden - 김혜원
- 불을 지펴라 - 이종필
- 이웃 - 이도윤
- 네쌍둥이 자살 - 강진아
- 사랑은 단백질 - 연상호
- 아이들 - 윤성현
- 전장에서 나는 - 공미연
- 그날 - 조재형
- 엄마가 없다 - 신민재
- 적응 - 오재환
- 할매꽃 - 문정현

### 제주트멍
- 석양의 건맨 2 - 석양의 무법자 - 세르지오 레오네
- 석양의 갱들 - 세르지오 레오네
- 웨스턴 - 세르지오 레오네
- 원스 어폰 어 타임 인 아메리카 - 세르지오 레오네
- 봄날은 간다 - 허진호
- 무사 - 김성수
- 살인의 추억 - 봉준호
- 괴물 - 봉준호
- 검은 눈물 - 복진오
- 인어 - 맷 토마쉐프스키
- 잠깐! - 루퍼트 존스
- Lorran E Ge - 케이시 애플렉
- 내버려 두지 맙시다 - 사라 콕스
- 리와인드 - 맷 토마쉐프스키
- 악순환의 고리 - 수잔 디킨
- 절전형 전구 - 조 콜
- 차 한 대를 줄이면 - 헤이디 에윙
- 초보자를 위한 기후 변화 안내서 - 에어사이드 외 1명
- 켰다 껐다 - 크리스 브랜
- 콜록콜록 - 제이슨 아처 외 1명
- 펭귄의 비명 - 알렉스 맥클린
- 정글피쉬 - 최성범
- 갯벌아! 갯벌아! - 김상남 외 2명
- 새 집에 무엇인가 있어요 - 유진희
- 길 잃은 아기 사슴 - 로라 샘스  외 1명
- 난생기 - 변성진
- 유쾌한 체인지 - 허승욱
- 친구 - 김청혜
- 명예 발굴단 - 오예지